# ジメチルエーテル
ジメチルエーテル (英: dimethyl ether, 略: DME) は、エーテルの一種で最も単純なもの。 スプレー噴射剤、燃料として使われる。
灯油に近い燃焼特性と液化石油ガス (LPG) に近い物性を持つため、近年の原油価格高騰の中、中国などを中心として、LPG代替の民生用都市ガス原料（プロパンに20%配合）や自動車用・産業用燃料の実用化が進んでいる。

## 概要
低温でメタノールを硫酸などで脱水すると得られ（メタノール脱水法）、物性もメタノールに近い。
{\displaystyle {\ce {2CH3OH -> CH3-O-CH3 + H2O\ }}}{\displaystyle =>{\rm {23.4kJ/mol}}}
水素結合を形成するものの、分子の幾何学的構造により、結合強度が弱いため、沸点や融点は低いが毒性はそれほど高くはない。
比較的高い温度(−23.6 ℃)、低圧で液化し、常温常圧では気化することから、従来はスプレー缶用溶剤兼噴射剤として利用されてきた。
燃焼特性は灯油や軽油に近く、LPGを構成するプロパン（沸点 −42.1 ℃）ほど低い温度にせずとも液化し、また常温でもより低圧で液化する（25 ℃でプロパン9.1気圧に対しDME 6.1気圧）ことから、近年はLPG代替燃料としての用途に注目が集まっている。このLPGよりも液化しやすい特性は、タンカーやタンクローリーでの輸送においても低温容器やより低強度の容器での輸入・輸送を可能にする点で、経済性でも有利である。また、原料のメタノールは石炭、天然ガスからだけでなく、バイオマス、家畜糞便、石油残渣、廃油、廃材などの産業廃棄物などからも得ることができ、石炭を直接燃やす際に発生する硫黄酸化物や粒子状物質も生じないクリーンな燃料という点でも優れる。
一般的な炭素数が多いエーテル類は空気と反応して過酸化物が生じるが、ジメチルエーテルは安定していて生じない点でも優位である。しかし、新たな燃料として使用するには、社会に輸送、分配するためのインフラストラクチャーがまだ整っておらず、大量かつ安価に製造するためのプラントはまだ中国などに限られており、安定した供給体制を作るには多大な投資が必要である。
また、現在、商業化されている生産設備では、まず、天然ガスなどの原料から一酸化炭素と水素のガスを分離し、次にこの原料ガスからメタノールを合成し、さらにメタノールを脱水してDMEを作る「メタノール脱水法」（間接合成法）が用いられている。この「メタノール脱水法」によって原材料の天然ガスからDMEが製造される際の熱効率は、現状では0.680–0.730（平均0.704）程度とかなり低い。これに対してLNG（液化天然ガス）製造時の熱効率は比較的高い0.870–0.930（平均0.900）であることを考えれば、DMEは原材料である天然ガスからの（エネルギー減損）が大きいことがわかる。その結果、DMEのWell-to-TankのCO2排出は、LNGより30%弱も多くなるという問題がある。しかし、バイオマスや廃油を原料に利用することで、Well-to-TankのCO2排出はマイナスになる上、Tank-to-Wheelで比較すると、LNGの利用よりも大幅に排出削減に寄与できる。このため、燃料利用の実用化が進んでいる中国では、天然ガスを原料としたDME製造は原則禁止されることとなった。

## 安全性
火災や爆発の危険があるが、爆発下限は液化石油ガス(LPG)の2倍程度とやや安全性が高い。
スプレー噴射剤として利用されるが、屋内で多量に使用すると事故の原因となる。2018年12月16日には屋内で100本以上のスプレー缶を噴射したために家屋倒壊を引き起こすほどの爆発事故が札幌市内で発生した（札幌不動産仲介店舗ガス爆発事故）。
毒性に関しては、麻酔性があり、ヒトが154.24g/m3の濃度で30分間吸入すると軽度の麻酔状態になることが知られている。また、液化DMEに気化熱が奪われることで、低温による凍傷を受ける可能性があり、目に入ると失明の恐れもあるため、取り扱いには保護眼鏡や保護具の着用が必要である。

## 用途

### スプレー
LPGより引火性が低く、ドライヤー使用時など引火しやすい環境で使うエアロゾルスプレーの溶剤兼噴射剤に使われる。ほぼ無臭のものが多いフロン類と違い、やや臭いがあるが、あまり気にならない範囲であり、オゾン層への影響もわずかなので、エアダスターなどにも使用される。

### 燃料
- 排出ガス中の微粒子状物質 (PM) が無く、硫黄 (S) を含まないことから硫黄酸化物 (SOx) を発生させないクリーンな燃料。
- 単位重量当たりのエネルギー密度は液化石油ガス(LPG)の0.625倍と劣る。
- 液化させやすいため、貯蔵、輸送は比較的容易で、液化石油ガス(LPG)に準じた扱いができる。低温船、タンク貨車、タンクローリー、常温加圧パイプラインによる輸送も可能。
- エネルギーの安全保障に欠かせないジメチルエーテルの燃料用規格は、日本では2005年に標準仕様書『TS K 0011燃料用ジメチルエーテル』がまとめられた。中国ではこれを参考に2010年に『GB 25035-2010 都市燃料用ジメチルエーテル（城镇燃气用二甲醚）』が定められ、2011年7月から適用されている。これらを受けて、日本の技術者主導で国際標準化機構（ISO）での規格化が行われ、『ISO/DIS 17198 Dimethyl ether (DME) for fuels』が制定された。日本でも工業用、民生用、自動車用、発電機用をカバーする日本工業規格『JIS K 2180 燃料用ジメチルエーテル（DME）』(1-5)が2013年3月に制定された。
- 現在、ジメチルエーテルを日本に輸入する際は、エーテル類であるために4%の関税が掛かる。一方、液化天然ガス  (LNG) やLPGの関税は無税である。

#### 民生用燃料
- 石炭や練炭が主な燃料である中国では、2005年ごろより硫黄酸化物や粒子状物質などの大気汚染物質削減と豊富な国内の石炭資源の有効利用を目的に、山東省、四川省などで使用が開始された。その後、急速に各地に広まり、年産100万トン以上の高効率プラントの運用も始まって、すでに全国の生産能力は1000万トンに達している[4]。実際のプラント稼働率はまだ低いが、ほとんどが民生用の都市ガス燃料の成分としてプロパンに配合して使用されている。
- 旧NKK（日本鋼管）（現JFEホールディングス）がガスコンロを使ってジメチルエーテル単独（ニートDME）の燃焼実験を行った結果、LPG用は使用不可だった。都市ガス用13Aの空気混合ダンパーを少し絞れば問題ないが、パッキン、シール剤などの部品はLPG用だと劣化して使えないため、ニチアスが新たにジメチルエーテル用の部品の開発を進めている。
- プロパンとの混合に関しては、エルピーガス振興センターでLPG用器具を使って燃焼テストをしたところ、20%以下なら全てのLPガス器具が改造しなくても使えるという結果が出ている[5]。中国でもDME混合比を20%以下に抑えて供給している。

また、混合比率を上げると燃焼速度が速まり、発熱量が下がるが、若干の機器改造を行えば、混合比を40%にまで高められることも分かった。
- 燃料を実際に使用する際には高圧ガス保安法など様々な規制があるため、LPGと同程度の規制緩和が適用されている釧路市（釧路・白糠次世代エネルギー特区）などのように、関税を無税とする緩和措置あるいは構造改革特区での申請が必要である。
- エルピーガス振興センターは、平成20年度にLPGとDME (20%) との混合ガスの一般家庭での実証試験を、横浜市鶴見区大黒地区周辺で実施し、合わせて市販器具の適性判定方法、基準を作成した[7]。

#### 産業用燃料
日本では新潟県の一正蒲鉾などの工場で、試験的にボイラー燃料として使用が行われている例がある。中国でも雲南省の企業がボイラー燃料として使うための装置を開発するなど、産業用の利用も実用化しつつある。また、プロパンに代わるガス溶断用燃料としての用途も考えられる。

#### 自動車燃料
セタン価が55以上と高く、ディーゼルエンジン向きであり、酸素含有率が高く黒煙（ディーゼル排気微粒子、すす）が出ないため、環境負荷の少ないディーゼル燃料として期待されている。代替エネルギーを使う低公害車のエンジンとなる。ただしオクタン価が低いため、LPG自動車やCNG自動車と同様のような火花点火内燃機関において使用するとノッキングは起きやすい。
ディーゼル燃料として利用するに際して、開発当初は 15MPa の噴射圧力を一定に保つ方式が採用された。また、DMEは常温・常圧では気体であるため、LPG燃料などと同様に潤滑性や粘性で軽油に劣る。そのため潤滑性向上剤（主として脂肪酸）を添加するが、粘性向上剤に適切なものは見つかっていないこともあり、低粘性が原因で発生するリーク（液漏れ）対策が行われている。
DMEを燃料としたディーゼルエンジンでの全負荷性能試験で、軽油を燃料とする場合に比べて以下のような特徴が知られている。
- DMEは含酸素燃料であり、炭素 (C) 同士が直接結合することがないエーテル結合を有する。このため低速ではスモーク排出が無く、燃料噴射量の増量が可能となり、低回転域のトルクを増大させる。これはディーゼルエンジン最大の特徴が、軽油以上に生かされることを示す。[要出典]
- 15 MPa 噴射では高速負荷の領域で噴射期間が長くなり、排気温度が上昇することによる出力低減が発生する（高速回転域での出力減退）。[要出典]
- スモーク排出が無いことから、大量 Cooled EGR を実行することで排出ガス中の窒素酸化物 (NOx) が低減される。Cooled EGR とは冷却・排ガス再利用循環システムのことで、酸素の不足した状態の排ガスを冷却して再びエンジンの吸気に利用することで窒素酸化物の発生を抑制する。[要出典]
- 燃料中に硫黄が含まれていないため、酸化触媒などにより不完全燃焼物 (CO)、炭化水素類 (HC) などが低減される。[要出典]

一般のディーゼル自動車用に使用するためには充填スタンドが多数必要になるが、現在の日本の消防法や高圧ガス保安法に準拠してガソリンスタンドに併設しようとすると、保安距離を得るために多大な敷地が必要となり、規制緩和されないと、難しい。
一方、タクシーなどのLPG車用の施設への併設はすでに類似の高圧ガスを扱っているため、比較的容易である。なお、中国では2008年に上海市宝山区に世界初のバス用充填スタンド（加注站）が設置され、2009年6月から147号系統の路線バス10輌を使った運用が始まり、徐々に他の都市にも広まりつつある。

##### 課題、批判
- 液化DMEは圧縮性の高い燃料であり、入り口から加えた圧力が出口にそのまま伝わらないため、微妙な燃料噴射が実現できず、NOx低減対策や出力調整などできない。そして、EGRを実行することは、エンジンの燃焼効率を減少させるため好ましくない。

- DMEの原料である天然ガスを主燃料にするDDFエンジン（ディーゼルデュアルフュエルエンジン＝軽油着火型天然ガスエンジン）の熱効率は、軽油を燃料とするディーゼルエンジンとほぼ同等との報告がある[8]。このDDFエンジンの技術が既知であるにもかかわらず、天然ガスから製造したDMEをディーゼルエンジンの燃料に用いるDMEエンジンは軽油で運転するディーゼルエンジンに比べて排出ガス削減などが容易との理由により、DMEエンジンの研究が盛んに行われている。しかし、このDMEエンジンは、天然ガスを主燃料とするDDFエンジンに比べて「Well-to-WheelのCO2の増大」および「エネルギー資源の浪費」を招くために好ましくない[9]。

##### 課題、批判に対する反論
- 圧縮性が高い（体積弾性率が低い）燃料であることは事実である。しかし、15 Mpa レベルでの研究開発ではそのことは指摘されたが、その後の高圧噴射を実現する中で、そのことのマイナス面での影響は指摘される状況にはない。

DMEは体積弾性率が低いから液体状態ではゴム毬のようで、圧縮する際に圧力が噴射圧に反映しにくいという説を、DMEが自動車燃料として向いていないという説明に利用される。
体積弾性率のみを軽油と比較すると1/2であり、圧力は1/3である。従って容積の2倍を噴射しなければならないため、圧縮しなければならない容積は4/3となる。つまり、軽油に対して圧縮量が増えることになるが、その量は気にするようなレベルではない。むしろ、逆にいえば、圧力が1/3であるために、部品の耐圧強度も1/3でよいなどのメリットの方がはるかに大きい。
- 排気再循環（EGR）を実行することでの効率低下は事実であるが、多かれ少なかれガソリン車や軽油ディーゼル車でも行っていることであり、DMEだけがことさら批判される事柄ではない。むしろ、ディーゼル排気微粒子（DPM）やすすを発生しないために、ディーゼル微粒子捕集フィルター（DPF） を装着せずに済むことで、軽量化や背圧が増加しないことによる効率向上は自動車にとって十分な恩恵であると考えられている。また、GTL軽油を利用する際に、ディーゼルエンジンの圧縮比を13分の1程度に落とすことが実証実験されているというが、結果として低回転域のトルクを犠牲にしている。GTL軽油は天然ガスから合成される軽油様燃料で、セタン価が70以上あり、そのままでは軽油代替としての利用は問題がある。ただし、硫黄を含まない燃料であることは優れた面である。また、多環芳香族炭化水素 (PAH) を含まないため、DPMの発生が少なくなる傾向にあるが、完全ではない。

このことは、ディーゼルエンジンの特徴である低回転域のトルクを減じることであり、このことから小型トラックや乗用車向きの燃料との評価がある。軽油を中心に実行されてきたディーゼルエンジンに対して、軽油代替燃料として、GTL軽油とDMEを比較した場合、大型トラックやバスなどの必須条件である低回転域のトルクを軽油以上に発揮できるDMEが、軽油代替燃料としては優れた面であるとされる。

##### 技術改良の動向
エンジンの高速回転域における出力減退の改善が進められている。また、様々な部品の採用に当たっては個別の研究成果と将来の大量生産を念頭において、軽油との共通性を確保することが検討されている。
噴射孔の数や口径の研究、全負荷性能試験が行われ、一律の条件下では出力の低下を起こすことなどがわかっている。噴射圧と噴射時間を運転条件の中で変化させることによって適切な出力が確保されることが研究されている。
一方、DME燃料自動車に必要とされた燃料の冷却や自動車運転休止中の燃料の配管中からの排除（パージ）なども、その必要性の有無についての検討がなされている。定置型産業用分野においては自動車に先駆けて製品化されている。

### 燃料電池
直接型DME燃料電池は、直接ジメチルエーテル燃料電池 (DDFC) とも呼ばれ、水素ガスを取り出す改質器を必要としない固体高分子形燃料電池である。同じく改質器が不要な直接メタノール燃料電池 (DMFC) の燃料であるメタノールより毒性が低く、安全性が高い燃料電池として期待されている。

### 脱水剤・脱油剤
電力中央研究所が石炭や汚泥といった高水分の物質に、液化DMEを脱水剤として接触させ、水分を抜き取り、石炭や汚泥を乾燥させる技術の開発を行っている。圧縮性の高い物性を逆手にとって、DMEの凝縮と蒸発を少ないエネルギーで繰り返すことで、従来の乾燥技術の半分のエネルギーで脱水できる。
汚泥に適用する場合には脱臭もでき、未利用エネルギーを燃料化することでカーボンニュートラルにつながる技術の確立が期待されている。また、ヘドロに適用するとポリ塩化ビフェニル  (PCB) やダイオキシン
を常温で除去できる上、重油で汚染された土壌を浄化することも期待されており、環境浄化技術としても検討されている。

### 水素輸送媒体
ジメチルエーテルは分子構造中に水素原子を多く含む上、穏和な温度・圧力で液化できるので、水素を圧縮したり、水素をカーボンナノチューブに吸着させるよりも、水素の輸送密度が高い。このため、水素輸送媒体としての用途も研究されている。

### 化学原料
中国寧夏回族自治区には2010年に石炭からメタノール、ジメチルエーテルを経て、プロピレンを製造し、さらにポリプロピレンにするプラントが稼動している。
中国ではジメトキシエタンの原料としての利用も検討されている。また、アルキル化剤やカップリング剤としての用途も考えられる。

## 製造

### 変換ユニット
2001年、関西電力は三菱重工と共同で、火力発電所の排煙に含まれる二酸化炭素を取り出し水素と混ぜ合わせて、DMEを合成することに成功した。これまで厄介だった二酸化炭素を、再生可能エネルギーとして有効利用することを可能にした。

### 工業プラント
2003年、JFEを含む10社の共同出資により設立された（有）ディーエムイー開発により、200億円を投資して北海道釧路市に隣接する白糠町にDME製造のための大規模実証プラント（1日あたり生産量100トン）が建造された。実証試験後、引受希望者にはプラント設備が無償で譲渡予定であったものの、小規模製造の経済性に関してその後のエネルギー環境の変化もあり、引受先がないまま実証試験は2007年3月に終了し、同プラントは撤去された。
2008年6月、新潟県新潟市北区の三菱ガス化学新潟工場内に実証プラント（年産8万トン）が完成した。このプロジェクトは同社の技術を用いており、燃料DME製造株式会社、DME自動車実用化研究開発グループ、新潟DME研究会から成り立っている。特に、新潟DME研究会は、新潟県、新潟市、長岡市の自治体が参加している。2008年12月、燃料DME製造株式会社は、一正蒲鉾栽培センターのDMEボイラーに出荷を開始した。
2009年5月、岩谷産業と産業技術総合研究所が共同で木質バイオマスからのDME合成に成功した。自動車用、家庭用LPG混燃の研究を進めている。
中華人民共和国では、石炭資源が豊富であるものの、天然ガスや石油資源に乏しいことから、2005年ごろより石炭を原料に本格的に製造されている。これは、石炭をそのまま燃やすのでは大気汚染が激しいことと、近年の急激な経済成長に伴う、液体燃料、気体燃料の需要の増加、世界的な燃料価格の高騰といった事情による。中華人民共和国内での価格はLPGを下回っており、急速にLPGからの転換が進んでいる。現在では100万トン/年未満のスケールのプラントは低効率であるとして、現存設備の廃止、および今後の建造の禁止が定められている。既に、300万トン/年のプラントの存在が明らかになっており、今後は1000万トン/年の規模のプラントの建造も視野に入っているが、稼働率がまだ低いため、新しい案件は凍結されている。日本企業では、主に東洋エンジニアリングが中華人民共和国内市場に参入している。
日本国内では、石油残渣(重油)の産業用消費は都市ガスに押され、在庫が増加する一方である。ジメチルエーテルは石油残渣や製鉄所の副生ガスからも製造可能であり、日本国内のコンビナートにジメチルエーテル製造プラントが建設されることに期待が寄せられている。国内でジメチルエーテルのプラントを建設すれば、LPGの価格抑止ができ、エネルギーの安全保障にもつながる。

### 直接合成法
水素と一酸化炭素を原料に、エタノールを経ず、直接ジメチルエーテルを合成する方法。
日本ではJFEホールディングスが試験プラントを建設し、アメリカ、デンマーク、中国などの企業も産業化を目指している。